# Around the World (canção de Daft Punk)
"Around the World" (ao redor do mundo, em inglês) é uma canção da dupla francesa de música eletrônica Daft Punk. Esta apareceu no primeiro álbum da dupla, e foi lançada como um single no mesmo ano. Posteriormente, tornou-se um grande hit atingindo o mundo todo e chegando a 1ª posição em paradas musicais de dance music. A canção é particularmente conhecida pelo seu nome ser repetido durante toda a música. É também conhecida pelo seu videoclipe, que foi dirigido por Michel Gondry e coreografado por Blanca Li. A canção também tem sido utilizada em vídeos promocionais para o vídeo game Rayman Raving Rabbids 2.

## Faixas

### 12"
1. "Around the World (Radio Edit)" - 3:11
2. "Around the World (Tee's Frozen Sun Mix)" - 7:56
3. "Around the World (Motorbass Vice Mix)" - 6:39
4. "Around the World (Album Version)" - 7:07

### CD
1. "Around the World (Radio Edit)" - 3:59
2. "Around the World (LP Version)" - 7:07
3. "Teachers (Extended Mix)" - 5:51
4. "Around the World (Motorbass Vice Mix)" - 6:39

## Desempenho nas paradas

### Versão original
| Paradas (1997)                                 | Melhor posição |
| ---------------------------------------------- | -------------- |
| Austrália (ARIA)                               | 11             |
| Áustria (Ö3 Austria Top 75)                    | 15             |
| Bélgica (Ultratop 50 de Flandres)              | 15             |
| Bélgica (Ultratop 50 da Valônia)               | 4              |
| Canadá (RPM)                                   | 24             |
| Finlândia (Suomen virallinen lista)            | 9              |
| França (SNEP)                                  | 5              |
| O campo songid é OBRIGATÓRIO PARA PARADA ALEMÃ | 16             |
| Irlanda (IRMA)                                 | 8              |
| Itália (FIMI)                                  | 1              |
| Países Baixos (Dutch Top 40)                   | 21             |
| Noruega (VG-lista)                             | 20             |
| Suécia (Sverigetopplistan)                     | 20             |
| Suíça (Schweizer Hitparade)                    | 14             |
| Reino Unido (UK Singles Chart)                 | 5              |
| Estados Unidos (Billboard Hot 100)             | 61             |
| Estados Unidos (Billboard Dance Club Songs)    | 1              |

### Alive 2007
| Paradas (2007)              | Melhor posição |
| --------------------------- | -------------- |
| Suíça (Schweizer Hitparade) | 47             |